# 구동욱
구동욱(具東旭, 일본식 이름: 綾洲秀信아야스 히데노부, 1921년 ~ ?)은 일제강점기의 군인이다.

## 생애
1938년 12월 간도특설대 제1기 지원병으로 입대했다. 1939년 3월부터 6월까지 젠다오 성(간도성) 일대에서 항일 무장 부대 공격에 참여했으며 간도특설대 군관후보생련(軍官候補生連)을 수료한 뒤부터 하사관급 간부로 복무했다. 1940년 만주국 중앙육군훈련처를 졸업했고 만주국군 소위로 임관되었다.
1940년부터 1943년까지 간도특설대 기박련(機迫連, 기관총·박격포 중대) 소위 패장으로 복무하는 동안 항일 무장 세력 탄압에 참여했고 1943년 9월 15일 만주국 정부로부터 훈5위 경운장(景雲章)을 받았다. 1944년 만주국군 제6관구사령부(목단강 소재)로 전임했으며 1945년 광복과 함께 조선으로 귀국한 이후에는 행적이 남아 있지 않다.
민족문제연구소의 친일인명사전 수록자 명단의 군 부문과 친일반민족행위진상규명위원회가 발표한 친일반민족행위 705인 명단에 포함되었다.

## 참고자료
- 친일반민족행위진상규명위원회 (2009). 〈구동욱〉. 《친일반민족행위진상규명 보고서 Ⅳ-1》. 서울. 497~511쪽.